# Херман I (Вид)
Херман I фон Вид (на немски: Herman I von Wied; * ок. 1550; † 10 декември 1591 в Руан) е граф на Вид (1581 – 1591).
Той е син на граф Йохан IV фон Вид-Рункел и Изенбург (ок. 1505 – 1581) съпругата му графиня Катарина фон Ханау-Мюнценберг (1525 – 1581), дъщеря на граф Филип II фон Ханау-Мюнценберг и Юлиана фон Щолберг.
Херман I наследява баща си през 1581 г. като граф на Вид. Брат му Вилхелм IV (1560 – 1612), наследява баща им 1581 г. в Рункел и Дирдорф, т.нар. „горно графство Вид“.

## Фамилия
Херман I се жени на 20 април 1576 г. за графиня Валбурга (Валпурга) фон Бентхайм-Щайнфурт (* 24 октомври 1555; † 9 април 1628), дъщеря на граф Ебервин III фон Бентхайм-Щайнфурт (1536 – 1562) и Анна фон Текленбург-Шверин (1532 – 1582), дъщеря на граф Конрад фон Текленбург-Шверин и Мехтхилд фон Хесен, дъщеря на ландграф Вилхелм I фон Хесен. Тя е сестра на граф Арнолд II (IV) фон Бентхайм-Текленбург (1554 – 1606).
Херман I и графиня Валбурга (Валпурга) фон Бентхайм-Щайнфурт имат децата:
- Йохан Вилхелм (ок. 1580 – 1633), граф на Вид (1591 – 1633), женен 1606 г. за графиня Магдалена фон Хардег, цу Глац и в Махланде (1577 – 1657)
- Херман II (ок. 1580 – 1631), граф на Вид (1591 – 1631), женен 1613 г. за графиня Юлиана Доротея фон Золмс-Хоензолмс (1592 – 1649), дъщеря на граф Херман Адолф фон Золмс-Хоензолмс
- Йохан Казимир (ок. 1580 – 1595), каноник в Страсбург
- Филип Лудвиг I († 1633), женен 1616 г. във Вайлбург за графиня Ернеста/Ернестина фон Насау-Вайлбург-Отвайлер (1584 – 1665)
- Юлиана (ок. 1585 – 1604), омъжена 1602 г. за граф Максимилиан Лудвиг Маршал фон Папенхайм, ландграф на Щюлинген (1580 – 1639)
- Анна, монахиня в Херфорд 1602 г.
- Агата Катарина († 1628)
- Анна Амалия, омъжена 1625 г. за Матиас Хайнрих, фрайхер фон Кайнах († 1643)
- Емилия (ок. 1600 – 1629), омъжена 1628 г. за Вилхелм, фрайхер Ваницки фон Йемнищ
- Елиза Юлиана, омъжена за Филип Райнхард фон Золмс